# Großer Preis von Mexiko 1963
Der Große Preis von Mexiko 1963 (offiziell II Gran Premio de Mexico) fand am 27. Oktober auf dem Magdalena Mixhuca in Mexiko-Stadt statt und war das neunte Rennen der Automobil-Weltmeisterschaft 1963.

## Berichte

### Hintergrund

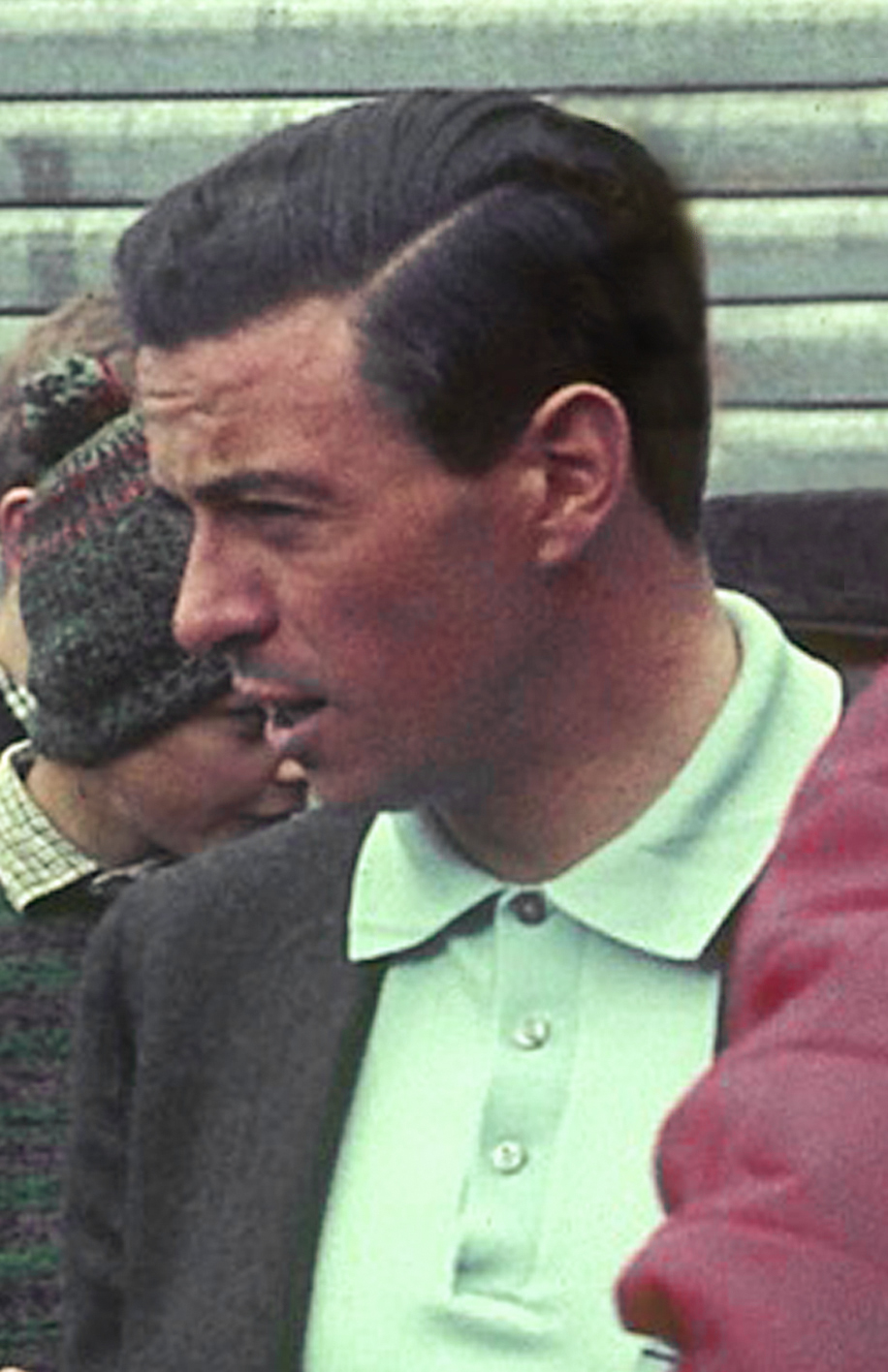
Sieger Jim Clark erzielt den dritten Grand Slam der Saison

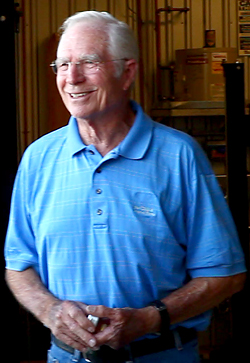
Letztes Rennen von Jim Hall (Bild von 2013)

Zum zweiten Mal nach 1962 wurde der Große Preis von Mexiko ausgetragen, das erste Mal im Rahmen der Automobil-Weltmeisterschaft. Den Sieg beim Rennen zuvor teilten sich Jim Clark und Trevor Taylor auf einem Lotus. Der Große Preis von Mexiko wurde in den folgenden Jahren fester Bestandteil des Rennkalenders, allerdings gab es mehrere Unterbrechungen von längeren Zeiträumen, in denen der Grand Prix nicht ausgetragen wurde. Die Rennstrecke hieß Magdalena Mixhuca, wurde später aber nach den beiden Brüdern Ricardo Rodríguez und Pedro Rodríguez umbenannt. Ricardo Rodríguez starb beim Rennen im Vorjahr durch einen Trainingsunfall. Pedro Rodríguez beendete bei Lotus die Saison und wechselte im folgenden Jahr zu Ferrari.
Mehrere Teams beendeten nach dem Großen Preis von Mexiko die Saison und meldeten sich nicht mehr für den zwei Monate später stattfindenden Großen Preis von Südafrika. British Racing Partnership qualifizierte sich ein letztes Mal, Jim Hall fuhr dabei sein letztes Rennen in der Automobil-Weltmeisterschaft. Für das Team folgten zwei weitere Meldungen 1964. Bei Reg Parnell Racing waren Masten Gregory, Hap Sharp und Chris Amon gemeldet. Amon blieb auch in der folgenden Saison beim Team, Sharp wechselte zum Rob Walker Racing Team, Gregory kehrte nach einem Jahr Pause 1965 zur Scuderia Centro Sud zurück. Auch Automobili Turismo e Sport beendete die Saison, Phil Hill wechselte anschließend zu Cooper, Giancarlo Baghetti bestritt in den nächsten Jahren nur noch vereinzelte Rennen für andere Teams. Frank Dochnal war das einzige Mal im Rahmen der Automobil-Weltmeisterschaft für einen Grand Prix gemeldet, er fuhr einen privaten Cooper T51.
Moisés Solana debütierte bei der Scuderia Centro Sud und fuhr einen BRM P57. Das Besondere an dieser Rennteilnahme war seine Startnummer 13, die vorher noch kein anderer Fahrer in der Automobil-Weltmeisterschaft hatte. Auf die Vergabe dieser Zahl wurde seit 1926 in der Regel verzichtet, weil sie als unglücksbringend angesehen wurde und einige tödliche Unfälle in der Vorkriegszeit mit ihr in Verbindung gebracht wurden. Solana blieb bis zur Formel-1-Saison 2014 der einzige Pilot mit dieser Startnummer, der sich für ein Rennen qualifizierte, bevor Pastor Maldonado die 13 als seine permante Startnummer festlegte.
Graham Hill bestritt seinen 50. Grand Prix.
In der Fahrerwertung führte Clark uneinholbar vor Richie Ginther und den punktgleichen Graham Hill und John Surtees. Auch die Konstrukteurswertung war bereits zugunsten von Lotus entschieden, das Team führte vor B.R.M. und Ferrari.

### Training
Clark dominierte das Training und war mit über einer Sekunde Vorsprung der Schnellste. Es war seine sechste Pole-Position der Saison. John Surtees wurde mit einer Zehntelsekunde Vorsprung Zweiter vor Graham Hill. Mit Dan Gurney auf Brabham lagen vier verschiedene Konstrukteure auf den ersten vier Startplätzen.
Im Mittelfeld belegte Richie Ginther Rang fünf, Lorenzo Bandini auf Ferrari qualifizierte sich auf Platz sieben zwischen den beiden Cooper. Mit Jo Bonnier und Jo Siffert folgten zwei Fahrer mit Kundenfahrzeugen. Die ersten zehn wurden von Jack Brabham komplettiert. Wagen der Konstrukteure Lola Cars, A.T.S. und Porsche qualifizierten sich im hinteren Feld. Dochnal qualifizierte sich, beschädigte den Wagen aber bei einem Unfall und nahm deshalb nicht am Rennen teil.

### Rennen
Clark ging nach dem Start in Führung und dominierte anschließend das Rennen. Bereits in den ersten Rennrunden baute er sich einen Vorsprung von mehr als acht Sekunden auf die Konkurrenz auf. Gurney verbesserte sich vom vierten Startplatz auf Rang zwei vor Surtees, der schon früh im Rennen Handlingprobleme mit seinem Ferrari hatte. In Runde 19 fuhr er an die Box, um die Aufhängung reparieren zu lassen. Dabei ließ er den Motor absterben und musste angeschoben werden, um das Rennen fortsetzen zu können. Diese unerlaubte Hilfeleistung seiner Mechaniker wurde von der Rennleitung mit der Disqualifikation geahndet. Dies war die einzige Disqualifikation in Surtees Karriere.
Mit Tony Maggs, Baghetti, Trevor Taylor und Bruce McLaren schieden im Laufe des Rennens vier Fahrer mit Motorschaden aus. Bei Gregory, Rodríguez und Phil Hill war ein Aufhängungsschaden der Ausfallgrund, Amon und Bandini fielen ebenfalls mit technischen Defekten aus. Es erreichte somit kein Ferrari und auch kein A.T.S. das Ziel. Für das Lotus-Werksteam verblieb nur Clark im Rennen, der seinen Vorsprung auf die Konkurrenz auf über eine Minute ausbaute. Durch die zahlreichen Ausfälle der Kontrahenten verbesserte sich Brabham auf den zweiten Platz, nachdem er von Startplatz zehn gestartet war. Er profitierte dabei auch davon, dass Graham Hill Getriebeprobleme hatte und Gurney mit einer fehlerhaften Benzinzufuhr zurückfiel.
Clark gewann das Rennen überlegen und erzielte neben der Pole-Position auch die schnellste Rennrunde. Da er außerdem alle Runden anführte, erzielte er den dritten Grand Slam der Saison. Dies gelang vor ihm nur Alberto Ascari 1952. Es war Clarks sechster Saisonsieg, womit er den Rekord von Ascari und Juan Manuel Fangio einstellte. Bedingt durch die Streichresultateregelung erzielte Clark mit diesen sechs Siegen die maximal mögliche Punktzahl von 54 Zählern in der Fahrerwertung und auch Lotus hatte die maximale Anzahl Zähler in der Konstrukteurswertung erreicht. Brabham wurde Zweiter und erreichte seinen einzigen Podestplatz der Saison. Zuletzt war er beim Großen Preis von Portugal 1960 unter den ersten drei. Ginther wurde Dritter und blieb auf dem zweiten Rang der Fahrerwertung, sein Vorsprung auf den Teamkollegen Graham Hill, der im Rennen Vierter wurde, betrug vier Punkte. Bonnier erhielt Punkte für Platz fünf, Gurney für Rang sechs.

## Meldeliste
| Team                        | Nr. | Fahrer                  | Chassis          | Motor          | Reifen |
| --------------------------- | --- | ----------------------- | ---------------- | -------------- | ------ |
| Owen Racing Organisation    | 01  | Graham Hill             | BRM P57          | BRM 1.5 V8     | D      |
| Owen Racing Organisation    | 02  | Richie Ginther          | BRM P57          | BRM 1.5 V8     | D      |
| Cooper Car Company          | 03  | Bruce McLaren           | Cooper T66       | Climax 1.5 V8  | D      |
| Cooper Car Company          | 04  | Tony Maggs              | Cooper T66       | Climax 1.5 V8  | D      |
| Brabham Racing Organisation | 05  | Jack Brabham            | Brabham BT7      | Climax 1.5 V8  | D      |
| Brabham Racing Organisation | 06  | Dan Gurney              | Brabham BT7      | Climax 1.5 V8  | D      |
| Team Lotus                  | 08  | Jim Clark               | Lotus 25         | Climax 1.5 V8  | D      |
| Team Lotus                  | 09  | Trevor Taylor           | Lotus 25         | Climax 1.5 V8  | D      |
| Team Lotus                  | 10  | Pedro Rodríguez         | Lotus 25         | Climax 1.5 V8  | D      |
| Rob Walker Racing Team      | 11  | Jo Bonnier              | Cooper T66       | Climax 1.5 V8  | D      |
| Ecurie Maarsbergen          | 12  | Carel Godin de Beaufort | Porsche 718      | Porsche 1.5 B4 | D      |
| Scuderia Centro Sud         | 13  | Moises Solana           | BRM P57          | BRM 1.5 V8     | D      |
| Siffert Racing Team         | 14  | Jo Siffert              | Lotus 24         | BRM 1.5 V8     | D      |
| British Racing Partnership  | 16  | Jim Hall                | Lotus 24         | BRM 1.5 V8     | D      |
| Reg Parnell Racing          | 17  | Masten Gregory          | Lola Mk4A        | Climax 1.5 V8  | D      |
| Reg Parnell Racing          | 18  | Rodger Ward             | Lotus 24         | BRM 1.5 V8     | D      |
| Reg Parnell Racing          | 22  | Hap Sharp               | Lotus 24         | BRM 1.5 V8     | D      |
| Frank Dochnal               | 20  | Frank Dochnal           | Cooper T53       | Climax 1.5 L4  | D      |
| Scuderia Ferrari SpA SEFAC  | 23  | John Surtees            | Ferrari 156 Aero | Ferrari 1.5 V6 | D      |
| Scuderia Ferrari SpA SEFAC  | 24  | Lorenzo Bandini         | Ferrari 156 Aero | Ferrari 1.5 V6 | D      |
| A.T.S.                      | 25  | Phil Hill               | A.T.S. 100       | A.T.S. 1.5 V8  | D      |
| A.T.S.                      | 26  | Giancarlo Baghetti      | A.T.S. 100       | A.T.S. 1.5 V8  | D      |

## Klassifikationen

### Startaufstellung
| Pos. | Fahrer                  | Konstrukteur   | Zeit       | Ø-Geschwindigkeit | Start |
| ---- | ----------------------- | -------------- | ---------- | ----------------- | ----- |
| 01   | Jim Clark               | Lotus-Climax   | 1:58,8     | 151,52 km/h       | 01    |
| 02   | John Surtees            | Ferrari        | 2:00.5     | 149,38 km/h       | 02    |
| 03   | Graham Hill             | B.R.M.         | 2:00,6     | 149,25 km/h       | 03    |
| 04   | Dan Gurney              | Brabham-Climax | 2:01,6     | 148,03 km/h       | 04    |
| 05   | Richie Ginther          | B.R.M.         | 2:01,8     | 147,78 km/h       | 05    |
| 06   | Bruce McLaren           | Cooper-Climax  | 2:02,3     | 147,18 km/h       | 06    |
| 07   | Lorenzo Bandini         | Ferrari        | 2:02,4     | 147,06 km/h       | 07    |
| 08   | Jo Bonnier              | Cooper-Climax  | 2:02,6     | 146,82 km/h       | 08    |
| 09   | Jo Siffert              | Lotus-B.R.M.   | 2:03,3     | 145,99 km/h       | 09    |
| 10   | Jack Brabham            | Brabham-Climax | 2:03,6     | 145,63 km/h       | 10    |
| 11   | Moises Solana           | B.R.M.         | 2:04,1     | 145,04 km/h       | 11    |
| 12   | Trevor Taylor           | Lotus-Climax   | 2:04,9     | 144,12 km/h       | 12    |
| 13   | Tony Maggs              | Cooper-Climax  | 2:05,2     | 143,77 km/h       | 13    |
| 14   | Masten Gregory          | Lola-Climax    | 2:05,5     | 143,43 km/h       | 14    |
| 15   | Jim Hall                | Lotus-B.R.M.   | 2:06,1     | 142,74 km/h       | 15    |
| 16   | Hap Sharp               | Lotus-B.R.M.   | 2:07,7     | 140,96 km/h       | 16    |
| 17   | Phil Hill               | A.T.S.         | 2:13,6     | 134,73 km/h       | 17    |
| 18   | Carel Godin de Beaufort | Porsche        | 2:14,1     | 134,23 km/h       | 18    |
| 19   | Chris Amon              | Lotus-B.R.M.   | 2:14,7     | 133,63 km/h       | 19    |
| 20   | Pedro Rodríguez         | Lotus-Climax   | 2:15,3     | 133,04 km/h       | 20    |
| 21   | Giancarlo Baghetti      | A.T.S.         | 2:22,3     | 126,49 km/h       | 21    |
| 22   | Frank Dochnal           | Cooper-Climax  | keine Zeit | –                 | –     |

### Rennen
| Pos. | Fahrer                  | Konstrukteur   | Runden | Stopps | Zeit       | Start | Schnellste Runde |
| ---- | ----------------------- | -------------- | ------ | ------ | ---------- | ----- | ---------------- |
| 01   | Jim Clark               | Lotus-Climax   | 65     | 0      | 2:09:52,1  | 01    | 1:58,1           |
| 02   | Jack Brabham            | Brabham-Climax | 65     | 0      | + 1:41,1   | 10    |                  |
| 03   | Richie Ginther          | B.R.M.         | 65     | 0      | + 1:54,7   | 05    |                  |
| 04   | Graham Hill             | B.R.M.         | 64     | 0      | + 1 Runde  | 03    |                  |
| 05   | Jo Bonnier              | Cooper-Climax  | 62     | 1      | + 3 Runden | 08    |                  |
| 06   | Dan Gurney              | Brabham-Climax | 62     | 0      | + 3 Runden | 04    |                  |
| 07   | Hap Sharp               | Lotus-B.R.M.   | 61     | 0      | + 4 Runden | 16    |                  |
| 08   | Jim Hall                | Lotus-B.R.M.   | 61     | 0      | + 4 Runden | 15    |                  |
| 09   | Jo Siffert              | Lotus-B.R.M.   | 59     | 0      | + 6 Runden | 09    |                  |
| 10   | Carel Godin de Beaufort | Porsche        | 58     | 0      | + 7 Runden | 18    |                  |
| 11   | Moises Solana           | B.R.M.         | 57     | 0      | + 8 Runden | 11    |                  |
| –    | Phil Hill               | A.T.S.         | 40     | 0      | DNF        | 17    |                  |
| –    | Lorenzo Bandini         | Ferrari        | 35     | 0      | DNF        | 07    |                  |
| –    | Bruce McLaren           | Cooper-Climax  | 29     | 0      | DNF        | 06    |                  |
| –    | Pedro Rodríguez         | Lotus-Climax   | 26     | 0      | DNF        | 20    |                  |
| –    | Masten Gregory          | Lola-Climax    | 23     | 0      | DNF        | 14    |                  |
| –    | Trevor Taylor           | Lotus-Climax   | 19     | 0      | DNF        | 12    |                  |
| –    | Giancarlo Baghetti      | A.T.S.         | 10     | 0      | DNF        | 21    |                  |
| –    | Chris Amon              | Lotus-B.R.M.   | 8      | 0      | DNF        | 19    |                  |
| –    | Tony Maggs              | Cooper-Climax  | 7      | 0      | DNF        | 13    |                  |
| DSQ  | John Surtees            | Ferrari        | 19     | 1      | –          | 02    |                  |
| DNS  | Frank Dochnal           | Cooper-Climax  | –      | –      | –          | –     | –                |

## WM-Stände nach dem Rennen
Die ersten sechs des Rennens bekamen 9, 6, 4, 3, 2, 1 Punkte. Es zählten nur die sechs besten Ergebnisse aus zehn Rennen. In der Konstrukteurswertung zählten dabei nur die Punkte des bestplatzierten Fahrers eines Teams.

### Fahrerwertung
| Pos. | Fahrer                  | Konstrukteur                  | Punkte  |
| ---- | ----------------------- | ----------------------------- | ------- |
| 01   | Jim Clark               | Lotus-Climax                  | 54 (64) |
| 02   | Richie Ginther          | B.R.M.                        | 29 (34) |
| 03   | Graham Hill             | B.R.M.                        | 25      |
| 04   | John Surtees            | Ferrari                       | 22      |
| 05   | Bruce McLaren           | Cooper-Climax                 | 14      |
| 06   | Jack Brabham            | Brabham-Climax / Lotus-Climax | 14      |
| 07   | Dan Gurney              | Brabham-Climax                | 13      |
| 08   | Tony Maggs              | Cooper-Climax                 | 9       |
| 09   | Innes Ireland           | BRP-B.R.M / Lotus-B.R.M.      | 6       |
| 10   | Joakim Bonnier          | Cooper-Climax                 | 5       |
| 11   | Lorenzo Bandini         | B.R.M.                        | 4       |
| 12   | Gerhard Mitter          | Porsche                       | 3       |
| 13   | Jim Hall                | Lotus-B.R.M.                  | 3       |
| 14   | Carel Godin de Beaufort | Porsche                       | 2       |
| 15   | Trevor Taylor           | Lotus-Climax                  | 1       |
| 16   | Joseph Siffert          | Lotus-B.R.M.                  | 1       |
| 17   | Ludovico Scarfiotti     | Ferrari                       | 1       |
| 18   | Chris Amon              | Lola-Climax                   | 0       |
| 19   | Peter Broeker           | Stebro-Ford                   | 0       |

| Pos. | Fahrer                 | Konstrukteur               | Punkte |
| ---- | ---------------------- | -------------------------- | ------ |
| 20   | Hap Sharp              | Lotus-B.R.M.               | 0      |
| 21   | Maurice Trintignant    | Lotus-Climax / Lola-Climax | 0      |
| 22   | Tony Settember         | Scirocco-B.R.M.            | 0      |
| 23   | Mike Hailwood          | Lotus-Climax               | 0      |
| 24   | Bernard Collomb        | Lotus-Climax               | 0      |
| 25   | Masten Gregory         | Lotus-B.R.M.               | 0      |
| 26   | Phil Hill              | Lotus-B.R.M / A.T.S.       | 0      |
| 27   | Moises Solana          | B.R.M.                     | 0      |
| 28   | Bob Anderson           | Lola-Climax                | 0      |
| 29   | John Campbell-Jones    | Lola-Climax                | 0      |
| 30   | Mike Spence            | Lotus-Climax               | 0      |
| 31   | Giancarlo Baghetti     | A.T.S.                     | 0      |
| –    | Rodger Ward            | Lotus-B.R.M.               | 0      |
| –    | Pedro Rodríguez        | Lotus-Climax               | 0      |
| –    | Willy Mairesse         | Ferrari                    | 0      |
| –    | Ian Burgess            | Scirocco-B.R.M.            | 0      |
| –    | Lucien Bianchi         | Lola-Climax                | 0      |
| –    | Ian Raby               | Gilby-B.R.M                | 0      |
| –    | Mário de Araújo Cabral | Cooper-Climax              | 0      |

### Konstrukteurswertung
| Pos. | Konstrukteur   | Punkte  |
| ---- | -------------- | ------- |
| 01   | Lotus-Climax   | 54 (65) |
| 02   | B.R.M.         | 36 (41) |
| 03   | Ferrari        | 24      |
| 04   | Brabham-Climax | 24      |
| 05   | Cooper-Climax  | 23      |
| 06   | BRP-B.R.M.     | 6       |
| 07   | Porsche        | 5       |

| Pos. | Konstrukteur    | Punkte |
| ---- | --------------- | ------ |
| 08   | Lotus-B.R.M.    | 4      |
| 09   | Scirocco-B.R.M. | 0      |
| 10   | Lola-Climax     | 0      |
| 11   | A.T.S.          | 0      |
| 12   | Stebro-Ford     | 0      |
| –    | Gilby-B.R.M.    | 0      |